# Paulo Rogério Amoretty Souza
Paulo Rogério Amoretty Souza (Porto Alegre, 19 de dezembro de 1945 — São Paulo, 17 de julho de 2007) foi um advogado brasileiro. Foi presidente do Sport Club Internacional nos anos de 1998 e 1999. Também assumiu os cargos de vice-presidente jurídico do clube em 1992 e 1997, 1º vice-presidente, em 1994, e conselheiro.
Era bisneto de Francisco Augusto Masseran Amoretty, mais conhecido como Augusto Amoretty, importante fotógrafo da região de Pelotas, no Rio Grande do Sul, famoso por ter retratado o Imperador D.Pedro II e seu genro, o Conde D'Eu.

## Biografia
Foi membro do Conselho Regional de Desportos do Rio Grande do Sul, por três mandatos, 1 como representante da Federação Gaúcha de Futebol e 2 indicados pelos Governadores do Estado Jair Soares e Pedro Simon; Assessor da Presidência da Federação Gaúcha de Futebol – 1984/1985; Presidente do Tribunal de Justiça da Federação Gaúcha de Futebol de Salão – 1981; Presidente do Tribunal de Justiça Desportiva da Federação Gaúcha de Ciclismo e Motociclismo – 1983/1984; Membro do Tribunal de Justiça Desportiva da Federação Gaúcha de Automobilismo – 1977/1978; Procurador do Tribunal de Justiça Desportiva da Federação Gaúcha de Judô – 1983/84; Assessor Jurídico da Federação Gaúcha de Automobilismo – 1983/1985; Membro do Tribunal Superior de Justiça Desportiva da Confederação Brasileira de Automobilismo – 1993/1995; Presidente do Tribunal Superior de Justiça Desportiva da Confederação Brasileira de Automobilismo – 1994/1995; Diretor Financeiro da União dos Grandes Clubes do Futebol Brasileiro – Clube dos Treze – 1998/1999; Auditor do Superior Tribunal de Justiça Desportiva da CBF – Confederação Brasileira de Futebol, integrante da 3ª Comissão Disciplinar – de outubro de 2001 a dezembro de 2004; membro da Câmara de Resolução de Disputas da FIFA 2002/2007; Vice-Presidente do Conselho Regional de Desportos do Rio Grande do Sul, investido pelo Governador Germano Rigotto em agosto de 2003; Diretor Jurídico (eleito) do Sindicato Nacional dos Clubes de Futebol Profissional – desde 2004; Vice-Presidente Jurídico da Confederação Brasileira de Tênis – desde 2005, assim como foi advogado de vários clubes brasileiros perante a FIFA e o TAS/CAS, como por exemplo, Sport Club Internacional, Sociedade Esportiva Palmeiras, São Paulo Futebol Clube, Sport Club Corinthians Paulista, Santos Futebol Clube, União São João Esporte Clube, Associação Desportiva São Caetano, Vitória S.A, Paraná Clube, Cruzeiro Esporte Clube, Clube Atlético Paranaense, Ituano Sociedade de Futebol Ltda., entre outros.

## Morte
Paulo Rogério Amoretty Souza foi uma das vítimas fatais do acidente com o voo 3054 da TAM, que decolou de Porto Alegre com destino a São Paulo e sofreu um acidente no pouso em Congonhas. Amoretty planejaria embarcar para São Paulo na manhã do dia 17 de julho de 2007 para participar de uma conferência que fazia oposição ao calote nacional ao FMI. Por volta das 18h48min, o avião sofreu um acidente no pouso em Congonhas, atravessou a pista escorregadia, sobrevoou em altura baixíssima a Avenida Washington Luís e colidindo com o prédio da TAM Express, matando Amoretty e outras 198 pessoas, incluindo todos os passageiros do avião.
Era casado com Carmen Dora Amoretty Souza e tinha dois filhos, Marcelo Amoretty Souza e Eduardo Amoretty Souza, ambos advogados.